# Henry Ogg Forbes
Henry Ogg Forbes  ( Aberdeen , 30 de Janeiro de 1851 – 27 de outubro de 1932 ) foi um botânico e ornitólogo escocês.